# عبد الله هاشم اليماني المدني
عبد الله هاشم اليماني المدني، أحد أعلام المدينة المنورة، وصاحب مكتبة التوعية الإسلامية، توفي عام 1413 هـ.

## حياته العلمية
يتعبر المدني من علماء علم الحديث وتحديدًا تخريج الحديث، وقد أخرج مجموعة من الأحاديث إخراجًا علميًا محققًا، وجعل في مقدمة كل كتاب دراسة علمية مفيدة، ومن أهم الكتب التي أخرجها:
- الدراية في تخريج أحاديث الهداية، للإمام الحافظ شهاب الدين أحمد ابن حجر العسقلاني، قدم له المدني وصححه وعلق عليه عام 1384هـ.
- جمع الفوائد من جامع الأصول ومجمع الزوائد، للإمام الجليل محمد بن محمد بن سليمان الروداني المغربي.
- منتقى ابن الجارود.
- عقود الجواهر المنيفة في أدلة مذهب الإمام أبي حنيفة.
- تلخيص الحبير في تخريج أحاديث الرافعي الكبير.
- سنن الدارقطني.

أضاف المدني إلى بعض الكتب التي أخرجها دراسات من تأليفه، منها:
- تيسير الفتاح الودود في تخريج المنتقى لابن جارود.
- أعذب الموارد في تخريج جمع الفوائد.
- التعليق المغني على سنن الدارقطني [2]

## مكتبته
افتتح المدني مكتبته بالمدينة المنورة وهي المسماة بـ (مكتبة التوعية الإسلامية)، واهتم المدني من خلالها بطباعة كتب السنة النبوية ونشرها، وخاصة كتب تخريج الأحاديث، وخصص مكتبته لبيع مؤلفاته دون مؤلفات أخرى.

## وصلا خارجية
- الشيخ عبد الله هاشم يماني المدني، محب السنة وخادمها